# PZL SZD-50
O PZL Bielsko SZD-50 Puchacz (polonês: Coruja) é um planador biposto acrobático, de origem polonesa.

## Desenvolvimento
O Puchacz foi desenvolvido por Dipl-Ing Adam Meus, baseado no protótipo SZD-50-1 Dromader. Ele foi criado como sucessor do popular planador de treinamento Bocian. Seu primeiro voo foi em 13 de Abril de 1979.
Sendo um planador de preço moderado, versátil, moderno bi posto de treinamento com boa manobrabilidade tanto no solo como no ar, o Puchacz tornou-se um planador muito popular, tanto para instrução como para iniciação acrobática.
No início de  sua carreira, contudo, sua reputação não foi boa. Um pequeno número de acidentes fatais ocorreram com alguns dos primeiros modelos, tendo como causa a falha parcial do leme e superfícies de comando. O resultado das investigações impuseram diretivas de modificação das superfícies de comando e os acidentes desse tipo nunca mais ocorreram.

## Descrição
O Puchacz é um planador bi posto de treinamento, asa média cantilever com empenagem traseira em média altura. Ele possui trem de pouso fixo, com bequilha no nariz e outra bequilha adicional na cauda (os modelos iniciais possuíam ski). A asa possui geometria levemente invertida e freios aerodinâmicos que sobressaem nas superficies do intra e extradorso da asa.
O Puchacz é construído de fibra de vidro epóxi, protegido por uma camada de poliuretano com acabamento de gel coat. Embora seja basicamente de fibra de vidro, tem reforço com estrutura de madeira na junção das asas e trem de pouso.

## Especificações (SZD-50-3)
- Tripulação: Dois
- Comprimento: 8.38 m (27 ft 6 in)
- Envergadura: 16.67 m (57 ft 8 in)
- Altura: 2.48 m (8 ft 2 in)
- Area da asa: 18.16 m² (195 ft²)
- Aspect ratio: 15.3
- Peso vazio: 368 kg (811 lb)
- Peso máximo: 570 kg (1,256 lb)

## Referencias
- Aeroclube do Planalto Central
- Geelong Club website
- Richard Johnson, A FTE of the SZD-50-3 Puchacz 2-Place Sailplane, Soaring, April 1994
- Sailplane Directory